# Texas Lightning
Texas Lightning est un groupe qui a représenté l'Allemagne au Concours Eurovision de la chanson 2006 et qui se classa 14ème (ex aequo avec la Norvège) sur 24 pays participants.

## Discographie

### Album
- 2006 "Meanwhile, Back at The Ranch"
- 2009 "Western Bound"

### Singles
- 2005 "Like a Virgin"
- 2006 "No No Never"
- 2006 "I Promise"
- 2009 "Seven Ways to Heaven"